# Harvey Fuqua
Harvey Fuqua (* 27. Juli 1929 in Louisville, Kentucky; †  6. Juli 2010 in Detroit, Michigan) war ein US-amerikanischer Doo-Wop-Sänger und Rhythm-and-Blues-Produzent.

## Leben
Fuqua, Neffe des Ink-Spots-Sängers Charlie Fuqua, wurde in Louisville geboren und gründete 1951 die Crazy Sounds, die sich im Folgejahr in The Moonglows umbenannten. 1954 hatte die Band bei Chess Records mit Sincerely, einer Fuqua-Komposition, ihren größten Hit. Um 1957 löste sie sich dann auf.
Fuqua begann daraufhin zusammen mit einer Band namens The Marquees (mit Marvin Gaye als Leadsänger) unter dem Namen Harvey & the Moonglows, später dann als The Moonlighters, Aufnahmen zu machen. 1958 verließ er die Band wieder und zog zusammen mit Gaye nach Detroit, um dort für Anna Records zu arbeiten.
Er produzierte dort unter anderem Aufnahmen von Etta James (das Duett "If I can’t have you" belegte Rang in den R & B - Charts und Platz 52 in den Pop - Charts), Lamont Dozier und Johnny Bristol, bis er 1961 zwei eigene Labels, Tri-Phi und Harvey Records, gründete. Auf diesen Labels konnte er Interpreten wie die Spinners, Jr. Walker and the All-Stars und Shorty Long verpflichten, arbeitete eine Zeit lang mit diesen zusammen und bekam schließlich von Berry Gordy einen Job bei Motown angeboten. Fuqua brachte zunächst Bristol und die Spinners zu dem legendären R&B-Label und produzierte später dann Aufnahmen von Marvin Gaye und Tammi Terrell sowie Solo-Werke des Temptations-Sängers David Ruffin.
1971 verabschiedete Fuqua sich von Motown und wechselte zu RCA Records, wo er unter anderem den Nite-Liters und New Birth im Studio half. Im Folgejahr beteiligte er sich dann an einer Reunion der Moonglows. Zusammen mit Gaye nahm er 1982 das Album Midnight Love auf, das es bis in die Top 10 der Pop-Charts schaffte und die Hit-Single Sexual Healing enthielt.
Harvey Fuquas Neffe ist der Filmregisseur Antoine Fuqua.